# Olympische Sommerspiele 2020/Teilnehmer (Venezuela)
| Gelbes Symbol für Goldmedaillen mit stilisierten Olympischen Ringen | Graues Symbol für Silbermedaillen mit stilisierten Olympischen Ringen | Braundes Symbol für Bronzemedaillen mit stilisierten Olympischen Ringen |
| ------------------------------------------------------------------- | --------------------------------------------------------------------- | ----------------------------------------------------------------------- |
| 1                                                                   | 3                                                                     | —                                                                       |

Venezuela nahm an den Olympischen Spielen 2020 in Tokio mit 43 Sportlern in 14 Sportarten teil. Es war die insgesamt 19. Teilnahme an Olympischen Sommerspielen.

## Teilnehmer nach Sportarten

### Boxen
| Athleten        | Wettbewerb                  | 1. Runde      | 1. Runde | Achtelfinale  | Achtelfinale  | Viertelfinale | Viertelfinale | Halbfinale    | Halbfinale    | Finale        | Finale        | Rang |
| Athleten        | Wettbewerb                  | Gegner        | Ergebnis | Gegner        | Ergebnis      | Gegner        | Ergebnis      | Gegner        | Ergebnis      | Gegner        | Ergebnis      | Rang |
| --------------- | --------------------------- | ------------- | -------- | ------------- | ------------- | ------------- | ------------- | ------------- | ------------- | ------------- | ------------- | ---- |
| Frauen          |                             |               |          |               |               |               |               |               |               |               |               |      |
| Irismar Cardozo | Fliegengewicht bis 51 kg    | G. Sorrentino | 0:5      | ausgeschieden | ausgeschieden | ausgeschieden | ausgeschieden | ausgeschieden | ausgeschieden | ausgeschieden | ausgeschieden | 17   |
| Männer          |                             |               |          |               |               |               |               |               |               |               |               |      |
| Yoel Finol      | Fliegengewicht bis 52 kg    | R. Tanaka     | 0:5      | ausgeschieden | ausgeschieden | ausgeschieden | ausgeschieden | ausgeschieden | ausgeschieden | ausgeschieden | ausgeschieden | 17   |
| Nalek Korbaj    | Halbschwergewicht bis 81 kg | M. Houmri     | 2:3      | ausgeschieden | ausgeschieden | ausgeschieden | ausgeschieden | ausgeschieden | ausgeschieden | ausgeschieden | ausgeschieden | 17   |

### Fechten
| Athleten      | Wettbewerb   | 1. Runde   | 1. Runde | 2. Runde    | 2. Runde | Achtelfinale  | Achtelfinale  | Viertelfinale | Viertelfinale | Halbfinale / Klassifikation | Halbfinale / Klassifikation | Finale / Platzierung | Finale / Platzierung | Rang          |
| Athleten      | Wettbewerb   | Gegner     | Ergebnis | Gegner      | Ergebnis | Gegner        | Ergebnis      | Gegner        | Ergebnis      | Gegner                      | Ergebnis                    | Gegner               | Ergebnis             | Rang          |
| ------------- | ------------ | ---------- | -------- | ----------- | -------- | ------------- | ------------- | ------------- | ------------- | --------------------------- | --------------------------- | -------------------- | -------------------- | ------------- |
| Männer        |              |            |          |             |          |               |               |               |               |                             |                             |                      |                      |               |
| Rubén Limardo | Degen Einzel | Freilos    | Freilos  | R. Cannone  | 12:15    | ausgeschieden | ausgeschieden | ausgeschieden | ausgeschieden | ausgeschieden               | ausgeschieden               | ausgeschieden        | ausgeschieden        | ausgeschieden |
| José Quintero | Säbel Einzel | K. Yoshida | 15:13    | Á. Szilágyi | 7:15     | ausgeschieden | ausgeschieden | ausgeschieden | ausgeschieden | ausgeschieden               | ausgeschieden               | ausgeschieden        | ausgeschieden        | ausgeschieden |

### Gewichtheben
| Athleten            | Wettbewerb                    | Reißen  | Reißen | Stoßen  | Stoßen | Zweikampf | Zweikampf | Rang   |
| Athleten            | Wettbewerb                    | Gewicht | Rang   | Gewicht | Rang   | Gewicht   | Rang      | Rang   |
| ------------------- | ----------------------------- | ------- | ------ | ------- | ------ | --------- | --------- | ------ |
| Frauen              |                               |         |        |         |        |           |           |        |
| Yusleidy Figueroa   | Leichtgewicht bis 59 kg       | 91 kg   | 8      | 115 kg  | 5      | 206 kg    | 6         | 6      |
| Naryury Pérez       | Schwergewicht bis 87 kg       | 112 kg  | 4      | 130 kg  | 8      | 242 kg    | 7         | 7      |
| Männer              |                               |         |        |         |        |           |           |        |
| Julio Mayora        | Leichtgewicht bis 73 kg       | 156 kg  | 2      | 190 kg  | 2      | 346 kg    | 2         | Silber |
| Keydomar Vallenilla | Mittelschwergewicht bis 96 kg | 177 kg  | 2      | 210 kg  | 2      | 387 kg    | 2         | Silber |

### Golf
| Athleten        | Runde 1 | Runde 2 | Runde 3 | Runde 4 | Gesamt | Par | Rang |
| --------------- | ------- | ------- | ------- | ------- | ------ | --- | ---- |
| Männer          |         |         |         |         |        |     |      |
| Jhonattan Vegas | 66      | 70      | 70      | 67      | 273    | −11 | 16   |

### Judo
| Athleten           | Wettbewerb | 1. Runde       | 1. Runde | 2. Runde | 2. Runde | Achtelfinale         | Achtelfinale  | Viertelfinale | Viertelfinale | Halbfinale / Trostrunde | Halbfinale / Trostrunde | Finale / Platz 3     | Finale / Platz 3 | Rang |
| Athleten           | Wettbewerb | Gegner         | Ergebnis | Gegner   | Ergebnis | Gegner               | Ergebnis      | Gegner        | Ergebnis      | Gegner                  | Ergebnis                | Gegner               | Ergebnis         | Rang |
| ------------------ | ---------- | -------------- | -------- | -------- | -------- | -------------------- | ------------- | ------------- | ------------- | ----------------------- | ----------------------- | -------------------- | ---------------- | ---- |
| Frauen             |            |                |          |          |          |                      |               |               |               |                         |                         |                      |                  |      |
| Anriquelis Barrios | bis 63 kg  | D. Dawydowa    | 10s1:0   | —        | —        | M. del Toro Carvajal | 0:10s1        | T. Trstenjak  | 1s2:10        | A. Ozdoba-Błach         | 1s1:0                   | C. Beauchemin-Pinard | 0s1:1            | 5    |
| Elvismar Rodríguez | bis 70 kg  | G. Scoccimarro | 0:1s1    | —        | —        | ausgeschieden        | ausgeschieden | ausgeschieden | ausgeschieden | ausgeschieden           | ausgeschieden           | ausgeschieden        | ausgeschieden    | 17   |
| Karen León         | bis 78 kg  | P. Sampaio     | 0:10     | —        | —        | ausgeschieden        | ausgeschieden | ausgeschieden | ausgeschieden | ausgeschieden           | ausgeschieden           | ausgeschieden        | ausgeschieden    | 17   |

### Karate

#### Kata
| Athleten     | Wettbewerb | Ausscheidungsrunde | Ausscheidungsrunde | Platzierungsrunde | Platzierungsrunde | Kampf um Gold / Bronze | Kampf um Gold / Bronze | Kampf um Gold / Bronze | Rang |
| Athleten     | Wettbewerb | Punkte             | Rang               | Punkte            | Rang              | Gegner                 | Punkte                 | Rang                   | Rang |
| ------------ | ---------- | ------------------ | ------------------ | ----------------- | ----------------- | ---------------------- | ---------------------- | ---------------------- | ---- |
| Männer       |            |                    |                    |                   |                   |                        |                        |                        |      |
| Antonio Díaz | Kata       | 26,07              | 3                  | 26,28             | 3                 | A. Torres              | 26,34                  | 5                      | 5    |

#### Kumite
| Athleten         | Wettbewerb       | Gruppenphase | Gruppenphase | Halbfinale    | Halbfinale    | Finale        | Finale        | Rang |
| Athleten         | Wettbewerb       | Punkte       | Rang         | Gegner        | Ergebnis      | Gegner        | Ergebnis      | Rang |
| ---------------- | ---------------- | ------------ | ------------ | ------------- | ------------- | ------------- | ------------- | ---- |
| Frauen           |                  |              |              |               |               |               |               |      |
| Claudymar Garcés | Kumite bis 61 kg | 4            | 3            | ausgeschieden | ausgeschieden | ausgeschieden | ausgeschieden | 5    |
| Männer           |                  |              |              |               |               |               |               |      |
| Andrés Madera    | Kumite bis 67 kg | 0            | 5            | ausgeschieden | ausgeschieden | ausgeschieden | ausgeschieden | 9    |

### Leichtathletik
Springen und Werfen 
| Athleten         | Wettbewerb     | Qualifikation | Qualifikation | Finale        | Finale        | Rang |
| Athleten         | Wettbewerb     | Weite/Höhe    | Rang          | Weite/Höhe    | Rang          | Rang |
| ---------------- | -------------- | ------------- | ------------- | ------------- | ------------- | ---- |
| Frauen           |                |               |               |               |               |      |
| Yulimar Rojas    | Dreisprung     | 14,77 m       | 1             | 15,67 m       | 1             | Gold |
| Robeilys Peinado | Stabhochsprung | 4,55 m        | 1             | 4,50 m        | 8             | 8    |
| Ahymará Espinoza | Kugelstoßen    | 17,17 m       | 25            | ausgeschieden | ausgeschieden | 25   |
| Rosa Rodríguez   | Hammerwurf     | 68,23 m       | 22            | ausgeschieden | ausgeschieden | 22   |

### Radsport

#### BMX
| Athleten     | Wettbewerb | Qualifikation | Qualifikation | Finale | Finale |
| Athleten     | Wettbewerb | Punkte        | Rang          | Punkte | Rang   |
| ------------ | ---------- | ------------- | ------------- | ------ | ------ |
| Männer       |            |               |               |        |        |
| Daniel Dhers | Freestyle  | 85,10         | 3             | 92,05  | Silber |

#### Straße
| Athleten     | Wettbewerb    | Zeit | Rang |
| ------------ | ------------- | ---- | ---- |
| Männer       |               |      |      |
| Orluis Aular | Straßenrennen | DNF  | –    |

### Rudern
| Athleten                | Wettbewerb                  | Vorlauf     | Vorlauf | Vorlauf       | Hoffnungslauf | Hoffnungslauf | Hoffnungslauf | Halbfinale | Halbfinale | Halbfinale    | Finale      | Finale | Rang |
| Athleten                | Wettbewerb                  | Zeit        | Platz   | Qualifikation | Zeit          | Platz         | Qualifikation | Zeit       | Platz      | Qualifikation | Zeit        | Platz  | Rang |
| ----------------------- | --------------------------- | ----------- | ------- | ------------- | ------------- | ------------- | ------------- | ---------- | ---------- | ------------- | ----------- | ------ | ---- |
| Männer                  |                             |             |         |               |               |               |               |            |            |               |             |        |      |
| César Amaris José Güipe | Leichtgewichts-Doppelzweier | 6:46,11 min | 5       | Hoffnungslauf | 7:01,46 min   | 5             | Finale C      | –          | –          | –             | 6:36,37 min | 3      | 15   |

### Schießen
| Athleten    | Wettbewerb                               | Qualifikation   | Qualifikation | Finale          | Finale        | Rang |
| Athleten    | Wettbewerb                               | Ringe/ Scheiben | Rang          | Ringe/ Scheiben | Rang          | Rang |
| ----------- | ---------------------------------------- | --------------- | ------------- | --------------- | ------------- | ---- |
| Männer      |                                          |                 |               |                 |               |      |
| Julio Iemma | Luftgewehr 10 Meter                      | 618,3           | 43            | ausgeschieden   | ausgeschieden | 43   |
| Julio Iemma | Kleinkaliber Dreistellungskampf 50 Meter | 1132            | 39            | ausgeschieden   | ausgeschieden | 39   |

### Schwimmen
| Athleten       | Wettbewerb          | Vorlauf     | Vorlauf | Halbfinale    | Halbfinale    | Finale        | Finale        | Rang |
| Athleten       | Wettbewerb          | Zeit        | Rang    | Zeit          | Rang          | Zeit          | Rang          | Rang |
| -------------- | ------------------- | ----------- | ------- | ------------- | ------------- | ------------- | ------------- | ---- |
| Frauen         |                     |             |         |               |               |               |               |      |
| Jeserik Pinto  | 50 m Freistil       | 25,65 s     | 32      | ausgeschieden | ausgeschieden | ausgeschieden | ausgeschieden | 32   |
| Jeserik Pinto  | 100 m Schmetterling | 1:00,60 min | 29      | ausgeschieden | ausgeschieden | ausgeschieden | ausgeschieden | 29   |
| Paola Pérez    | 10 km Freiwasser    | —           | —       | —             | —             | 2:05:45,0 h   | 20            | 20   |
| Männer         |                     |             |         |               |               |               |               |      |
| Alberto Mestre | 50 m Freistil       | 21,96 s     | 14      | 22,22 s       | 15            | ausgeschieden | ausgeschieden | 15   |
| Alberto Mestre | 100 m Freistil      | 49,44 s     | 33      | ausgeschieden | ausgeschieden | ausgeschieden | ausgeschieden | 33   |
| Alfonso Mestre | 400 m Freistil      | 3:47,14 min | 16      | —             | —             | ausgeschieden | ausgeschieden | 16   |
| Alfonso Mestre | 800 m Freistil      | 7:52,07 min | 15      | —             | —             | ausgeschieden | ausgeschieden | 15   |

### Segeln
| Athleten    | Wettbewerb  | Qualifikation | Qualifikation | Medal Race    | Medal Race    | Punkte | Rang |
| Athleten    | Wettbewerb  | Punkte        | Rang          | Punkte        | Rang          | Punkte | Rang |
| ----------- | ----------- | ------------- | ------------- | ------------- | ------------- | ------ | ---- |
| Männer      |             |               |               |               |               |        |      |
| Andrés Lage | Finn Dinghy | 154           | 18            | ausgeschieden | ausgeschieden | 154    | 18   |

### Volleyball
| Wettbewerb    | Männer |
| ------------- | --- |
| Athleten      | Armando Velásquez Fernando González Héctor Mata Emerson Rodríguez Robert Oramas Edson Valencia José Carrasco José Verdi Eliécer Canelo Luis Arias Ronald Fayola Willner Rivas |
| Trainer       | Ronald Sarti |
| Gruppenphase  | Japan (0:3) Iran (0:3) Polen (1:3) Kanada (0:3) Italien (0:3) |
| Viertelfinale | ausgeschieden |
| Halbfinale    | ausgeschieden |
| Finale        | ausgeschieden |
| Platzierung   | 12 |

### Wasserspringen
| Athleten    | Wettbewerb        | Vorkampf | Vorkampf | Halbfinale    | Halbfinale    | Finale        | Finale        | Rang |
| Athleten    | Wettbewerb        | Punkte   | Rang     | Punkte        | Rang          | Punkte        | Rang          | Rang |
| ----------- | ----------------- | -------- | -------- | ------------- | ------------- | ------------- | ------------- | ---- |
| Männer      |                   |          |          |               |               |               |               |      |
| Óscar Ariza | Turmspringen 10 m | 397,55   | 22       | ausgeschieden | ausgeschieden | ausgeschieden | ausgeschieden | 22   |